# ناحیه لیانتوند
ناحیه لیانتوند (به لاتین: Lyantonde District) یک منطقهٔ مسکونی در اوگاندا است که در استان مرکزی، اوگاندا واقع شده‌است. ناحیه لیانتوند ۸۰٬۲۰۰ نفر جمعیت دارد و ۱٬۲۶۰ متر بالاتر از سطح دریا واقع شده‌است.